# Maizières-la-Grande-Paroisse
Maizières-la-Grande-Paroisse is een gemeente in het Franse departement Aube (regio Grand Est). De plaats maakt deel uit van het arrondissement Nogent-sur-Seine. De plaats is gelegen even ten noorden van de autoweg D619 op ongeveer 5 kilometer ten oosten van Romilly-sur-Seine. Maizières-la-Grande-Paroisse telde op 1 januari 2022 1.521 inwoners.

## Geografie
De oppervlakte van Maizières-la-Grande-Paroisse bedroeg op 1 januari 2022 20,46 vierkante kilometer; de bevolkingsdichtheid was toen 74,3 inwoners per km².
De onderstaande kaart toont de ligging van Maizières-la-Grande-Paroisse met de belangrijkste infrastructuur en aangrenzende gemeenten.

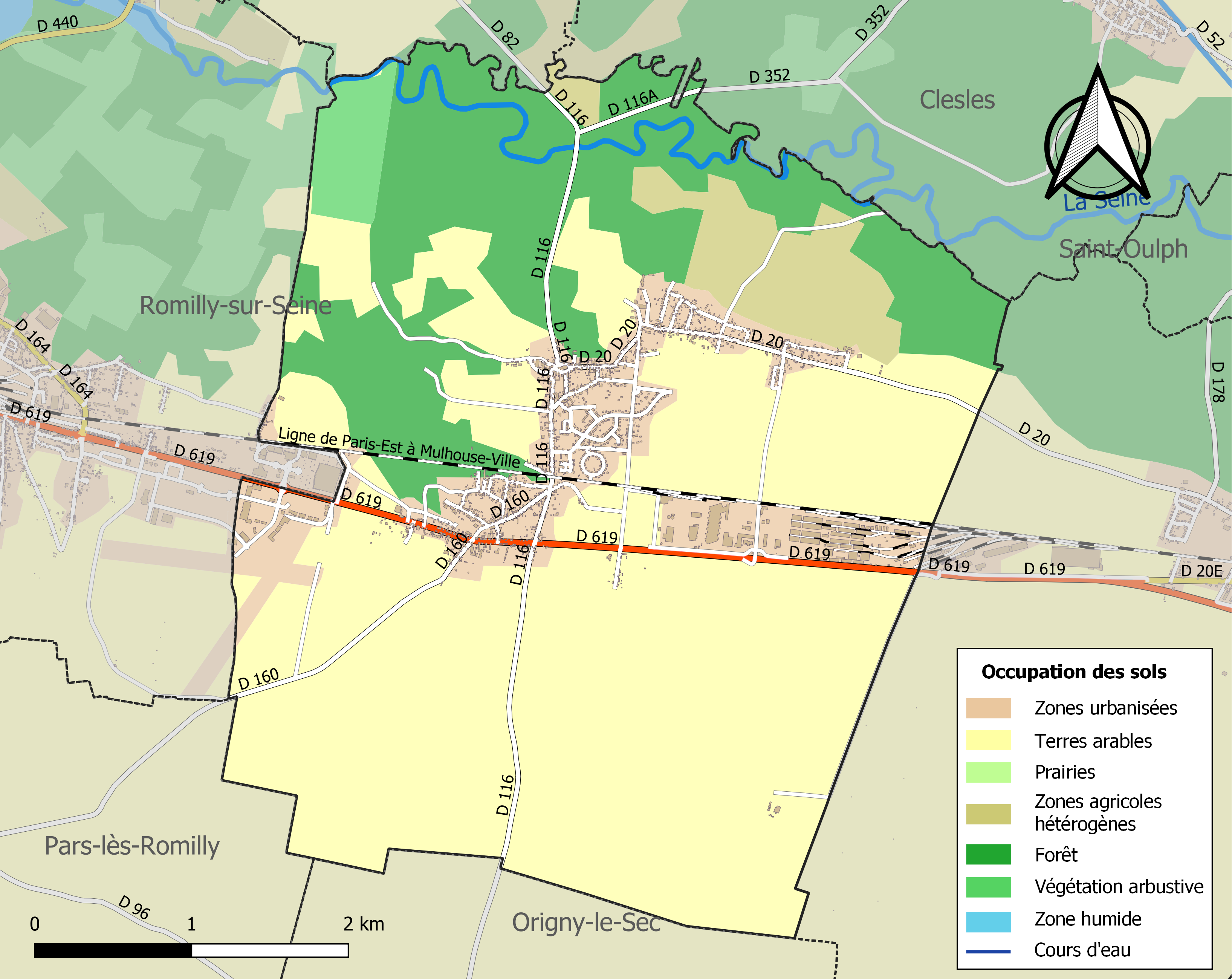

## Demografie
Onderstaande figuur toont het verloop van het inwonertal (bron: INSEE-tellingen).

Vanwege een beveiligingsprobleem met de MediaWiki Graph-software is het momenteel niet mogelijk deze grafiek weer te geven. Zodra de software is bijgewerkt zal de grafiek vanzelf weer zichtbaar worden.